# Henri-Joseph de Croes
Henri-Joseph de Croes (ur. 16 sierpnia 1758 roku w Brukseli, zm. 6 stycznia 1842 Ratyzbonie) – flamandzki skrzypek i kompozytor.

## Życiorys
Był synem innego flamandzkiego kompozytora, Henriego-Jacques'a de Croes. W 1775 roku, ponieważ nie mógł znaleźć pracy w Brukseli, wyjechał do Ratyzbony na dwór byłego pracodawcy swego ojca, księcia Karla Anzelma von Thurn und Taxis, w celu doskonalenia swoich umiejętności muzycznych, aby uzyskać szansę wstąpienia do orkiestry książęcej. W 1776 został skrzypkiem w kapeli księcia, a w 1783 awansował na stanowisko koncertmistrza. 15 stycznia 1777 poślubił śpiewaczkę Marię-Augustę Houdier. Żeby opłacić wesele syna Henri-Jacques de Croes sprzedał 36 mszy, 69 motetów, 28 symfonii i 32 sonaty Namiestnikowi Niderlandów Austriackich Karolowi Lotaryńskiemu.
Henri-Joseph de Croes zmarł 16 stycznia 1742 w Ratyzbonie, 36 lat po śmierci żony.

## Twórczość

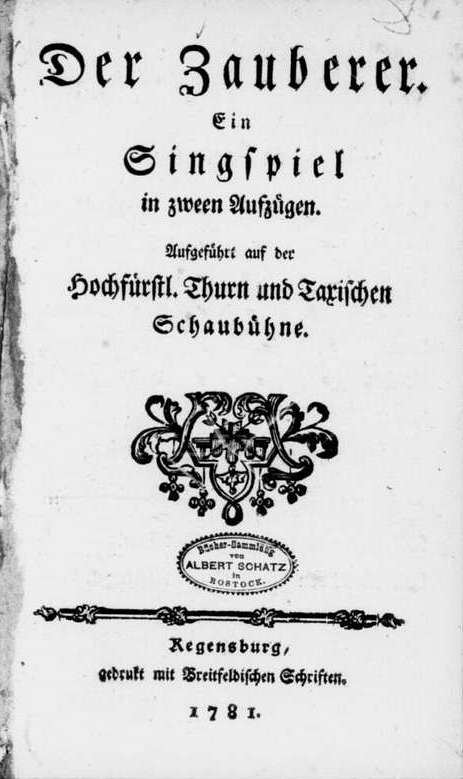
Strona tytułowa do wydana jego singspielu Der Zauberer

De Croes napisał wiele kompozycji na użytek dworski, takich jak divertimenti i partity, a także dwie symfonie i dwuaktowy Singspiel Der Zauberer (Czarodziej). Został wystawiony w 1781 roku w Ballhaus Theater w Ratyzbonie. Większość jego rękopisów zachowała się w bibliotece książąt Thurn und Taxis w Ratyzbonie. Być może napisał również inne kompozycje, które nie są przechowywane w tej bibliotece.

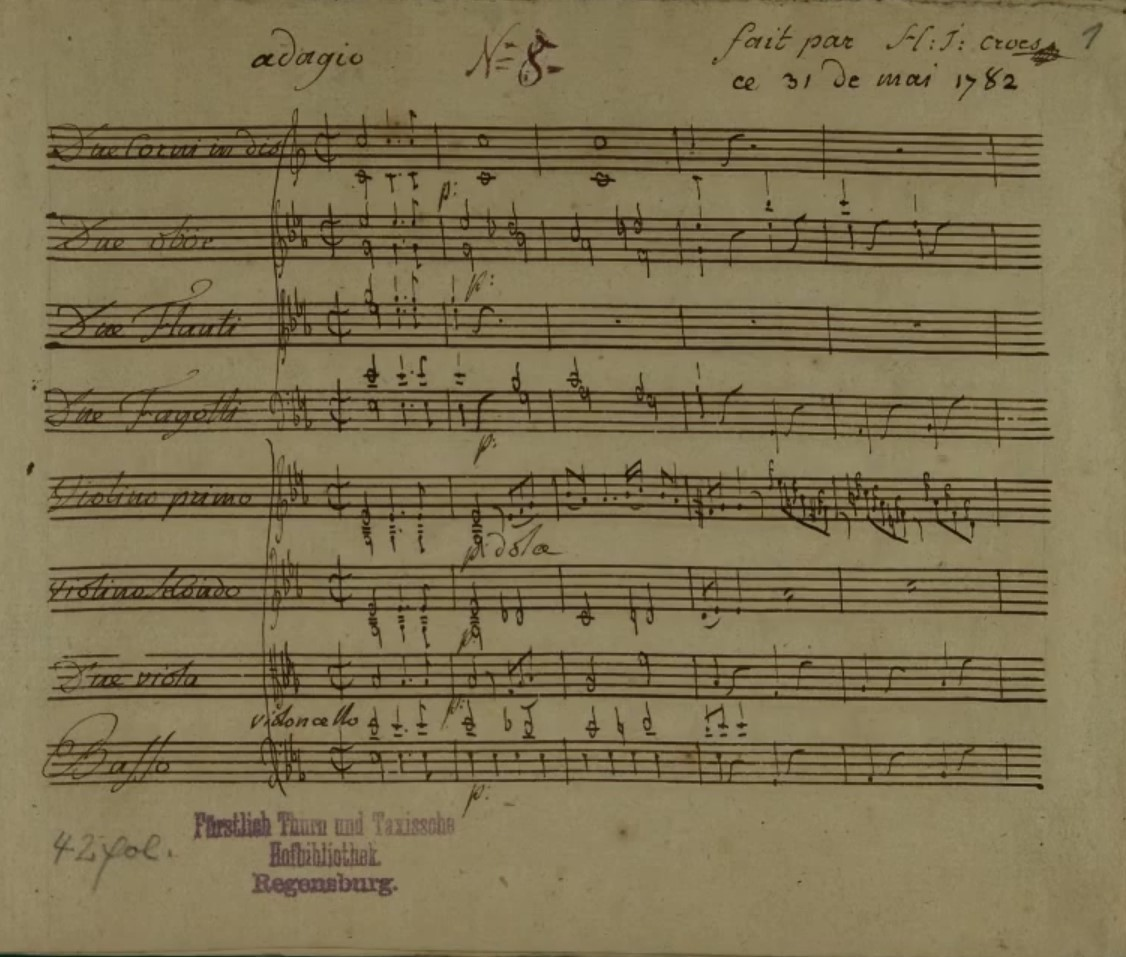
Pierwsza strona autografu jego I symfonii Es-dur

Obie jego symfonie (1. Es-dur napisana w 1782, 2. D-dur napisana w 1800 roku) są napisane w stylu kompozytorów ze Szkoły Mannheimskiej, w szczególności Christiana Cannabicha. Henri-Joseph de Croes napisał również kilka utworów na obecnie rzadko spotykany klarnet d'amore, oraz koncert na fagot.

## Rodzina
De Croes miał razem z Marią-Augustą Houdier dwójkę zmarłych dzieci:
- Theresia-Clara de Croes (ur. 2 listopada 1777 roku, zm. 27 stycznia 1778 roku)
- Pierre-Henri de Croes (ur. 30 kwietnia 1782 roku, zm. 15 lipca 1782)

Jego młodszy brat, Rudolphe de Croes, również był skrzypkiem w orkiestrze w Ratyzbonie.